# Ishpreet Singh Chadha
Ishpreet Singh Chadha (Sindhi: इशप्रीत सिंह चड्ढाी; * 30. Mai 1996) ist ein indischer Snookerspieler und E-Sportler aus Mumbai. 2021 gewann er die indische Snookermeisterschaft und zwei Jahre später wurde er Mitglied der World Snooker Tour der Profis.

## Karriere
Ishpreet Singh wuchs in seiner Heimatstadt Mumbai ohne Vater auf. Mit 11 oder 12 Jahren wurde er im Urlaub auf einen Billardtisch aufmerksam und begann sich für den Sport zu interessieren. Er trat in einen Snookerclub in unmittelbarer Nähe seines Wohnorts ein, in dem auch Yasin Merchant spielte. Der Ex-Profi wurde zu seinem Trainer und Mentor.
Schon als Jugendlicher war er auf regionaler und nationaler Ebene erfolgreich und gewann Titel. Er nahm auch an der Asienmeisterschaft in der Altersklasse U21 teil und erreichte 2014 das Achtelfinale. Ein Durchbruchsjahr war 2016, in dem er bei der U21-Asienmeisterschaft das Halbfinale und bei den Erwachsenen das Achtelfinale erreichte. In der nationalen Meisterschaft kam er ins Halbfinale. Er erhielt eine Wildcard für die Indian Open 2016, ein Profiturnier, bei dem er kampflos unter die Letzten 64 kam und dort gegen Dominic Dale verlor. Außerdem erhielt er als einer von drei Indern eine Einladung zur 6-Red-Weltmeisterschaft, wo er als Gruppenzweiter der Vorrunde in die Runde der Letzten 32 kam und erneut gegen Dale ausschied.
In der Folge ließ jedoch seine internationale Präsenz nach und er konnte seine Leistungen nicht bestätigen. Er engagierte sich neben dem Billard im E-Sport, wo er unter dem Spielernamen HuNtR an nationalen und internationalen Turnieren im Spiel Counter-Strike: Global Offensive teilnahm. Von 2016 bis 2019 erreichte er einige Erfolge im Team und konnte bei professionell organisierten Turnieren vierstellige Preisgelder erspielen.
Erst 2020 ging es im Snooker wieder aufwärts und nach der Turnierpause durch die COVID-19-Pandemie gewann er mit 25 Jahren bei der indischen Snookermeisterschaft 2021 seinen ersten großen Erwachsenentitel. Bei der Asienmeisterschaft ein Jahr später stand er im Finale, verlor allerdings mit 0:5 gegen Amir Sarkhosh. Mit demselben Ergebnis verlor er ein Jahr später gegen denselben Gegner im Halbfinale. 2023 wagte er aber auch erstmals den Versuch, sich für die internationale Profitour zu qualifizieren. Er nahm an der Asia-Oceania Q School teil und nachdem er im zweiten Turnier in der vierten Runde Sarkhosh mit 4:1 besiegt hatte, erreichte er das Entscheidungsspiel. Er gewann mit 4:0 über Chau Hon Man aus Hongkong und erhielt damit die Startberechtigung bei den Profiturnieren in den folgenden beiden Spielzeiten.
In der Saison 2024/25 erreichte er bei den English Open das Halbfinale, wo er gegen Wu Yize verlor. Auf dem Weg ins Semifinale schlug er den ehemaligen Weltmeister Graeme Dott und die aktuellen Top-16-Spieler Jak Jones und Mark Selby.

## Erfolge
- Indischer Meister: 2021
  - Indischer U17-Meister (sub-junior): 2015